# Установка високотемпературного піролізу у Франкфурті
Установка високотемпературного піролізу у Франкфурті — колишнє нафтохімічне виробництво, яке працювало у другій половині 20 століття в німецькій землі Гессен.
До 1960-х років для виробництва полімерів активно використовували ацетилен, який отримували з вугілля. У підсумку його витіснив продукований установками парового крекінгу (піролізу) етилен, проте під час переходу від вугілля до вуглеводневої сировини хімічні концерни тестували цілий ряд альтернативних процесів. Зокрема, компанія Hoechst розробила технологію високотемпературного піролізу (high-temperature pyrolysis, HTP), яка базувалась на використанні газів нафтопереробки, природного газу та легких рідких вуглеводневих фракцій. Спершу багате на водень паливо проходило процес спалювання з додаванням спеціально обрахованої кількості кисню, після чого гарячі гази контактували з парами вуглеводневої сировини, яка внаслідок цього піддавалась крекінгу з великим виходом як ацетилену, так і етилену.
Спорудження дослідного заводу Hoechst у Франкфурті почалось в 1958-му, а за два роки його ввели в експлуатацію з комбінованою потужністю 50 (за іншими даними — 85) тисяч тонн ацетилену та етилену. Проте в підсумку технологія не набула поширення і, окрім франкфуртського підприємства, запустили лише ще одне виробництво у Чехословаччині, що мало потужність по 25 тисяч тонн зазначених продуктів. Заводи HTP могли конкурувати з дешевим виробництвом етилену на установках парового крекінгу лише в особливому випадку, коли існував попит на велику кількість ацетилену. Останній традиційно використовували для продукування вінілхлориду, але в підсумку і тут оптимальною сировиною виявився етилен. Як наслідок, сам розробник технології високотемпературного піролізу закрив установку у Франкфурті в 1975 році (чехословацький завод працював до 1985-го) та перейшов до використання зазначеного олефіну.